# Коммунистическая партия Узбекистана (СССР)
Коммунисти́ческая па́ртия Узбе́кской ССР (КП УзССР) (узб. Ўзбекистон ССР коммунистик партияси) — коммунистическая партия, отделение Коммунистической партии Советского Союза (КПСС) на территории Узбекской Советской Социалистической Республики (Узбекской ССР), правящая и единственная легальная партия в этой республике с 13 мая 1925 года вплоть до 3 сентября 1991 года. 15 сентября 1991 года вышла из состава КПСС.
КП УзССР считается преемницей коммунистической партии Бухарской ССР, коммунистической партии Хорезмской ССР и коммунистической партии Туркестанской АССР. Преемницей КП УзССР считается Народно-демократическая партия Узбекистана, хотя это оспаривает созданная в 1994 году Коммунистическая партия Узбекистана.

### Первые секретари ЦК КП Узбекистана
- 1921 — ноябрь 1922 — Назир Тюрякулович Тюрякулов
- декабрь 1923 — февраль 1925 — Абдулло Рахимбаевич Рахимбаев
- 13 февраля 1925—1927 — Владимир Иванович Иванов
- 1927 — апрель 1929 — Куприян Осипович Киркиж
- апрель 1929 — 11 июня 1929 — Николай Фёдорович Гикало
- 11 июня 1929 — декабрь 1929 — Исаак Абрамович Зеленский
- декабрь 1929 — сентябрь 1937 — Акмаль Икрамович Икрамов
- 5 сентября 1937 — 21 сентября 1937 — Джура Ходжибекович Тюрябеков (и. о.)
- 21 сентября 1937 — 27 сентября 1937 — Павел Никитович Яковлев (и. о.)
- 27 сентября 1937 — апрель 1950 — Усман Юсупович Юсупов
- апрель 1950 — август 1950 — Сиродж Нурутдинович Нурутдинов
- август 1950 — 22 декабря 1955 — Амин Ирматович Ниязов
- 22 декабря 1955 — 28 декабря 1957 — Нуритдин Акрамович Мухитдинов
- 28 декабря 1957 — 15 марта 1959 — Сабир Камалович Камалов
- 15 марта 1959 — 31 октября 1983 — Шараф Рашидович Рашидов
- 3 ноября 1983 — 12 января 1988 — Инамжон Бузрукович Усманходжаев
- 12 января 1988 — 23 июня 1989 — Рафик Нишанович Нишанов
- 23 июня 1989 — 3 ноября 1991 — Ислам Абдуганиевич Каримов